# Форт Рос
Форт Рос (на английски: Fort Ross) е американското название на руската Крепость Росс, основана от Руско-американската компания през 1811 – 1812 г. в северната част на днешния американски щат Калифорния. Основната цел на форта е да служи като продоволствен център за руската колониална и търговска експанзия в Северна Америка.
След като Русия се отказва в полза на Англия от земите, намиращи се приблизително между днешните Орегон и Британска Колумбия, с цел да я привлече към каузата на Свещения съюз, Форт Рос губи стратегическото си значение за руснаците. През 1841 г. Форт Рос е продаден на големия земевладелец Джон Сътър и става част от неговата колония Нова Хелвеция. Седем години по-късно, след Мексикано-Американската война, цялата Нова Хелвеция, сега град Сакраменто, става част от САЩ.
Днес Форт Рос е държавен исторически паметник, който се използва и за културни мероприятия.